# Mîhalkî, Borodeanka
Mîhalkî (în ucraineană Мигалки) este o comună în raionul Borodeanka, regiunea Kiev, Ucraina, formată numai din satul de reședință.

## Demografie
Componența lingvistică a comunei Mîhalkî
     Ucraineană (97,58%)
     Rusă (2,07%)
     Alte limbi (0,26%)
Conform recensământului din 2001, majoritatea populației comunei Mîhalkî era vorbitoare de ucraineană (97,58%), existând în minoritate și vorbitori de rusă (2,07%).